# Прапор Лімбурга (бельгійського міста)
Прапор Лімбурга був затверджений муніципальною радою як прапор муніципалітету Лімбург в провінції Льєж. Прапор можна описати так:
Дві однаково довгі смуги червоного і білого кольорів.
Кольори походять від міського герба.

Рада геральдики та вексилології (фр. Conseil d'héraldique et de vexillologie) створила прапор із колишнім гербом герцогства Лімбург та нижньою червоною зубчастою смугою, яка нагадує фортецю Лімбург. Прапор можна описати так:
Білий у центрі обтяжений червоним левом із жовтими кігтями, язиком і короною, нижня чверть складається з червоної зубчастої смуги.

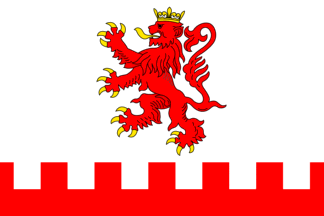
Дизайн прапора Ради геральдики та вексилології
Герб Лімбурзького герцогства
Герб міста